# Brutnák lékařský
Brutnák lékařský (Borago officinalis) je jednoletá bylina z čeledi brutnákovitých (Boraginaceae). Pochází z oblasti Středozemí, v České republice se pěstuje jako léčivka a salátová zelenina. Jeho semena (tvrdky) obsahují kvalitní jedlý olej.

## Popis a rozšíření
Pochází se Sýrie. Pěstuje se v zahradách. V české přírodě se vyskytuje jen jako zplanělý. Ve své domovině vyrůstá na úhorech, rumištích, na krajích polí a cest. Sbírá se v červnu nať na počátku květu rostliny a květ.

## Využití

### Léčivé působení
Jedná se především o prostředek k posílení a ošetření nervového systému. Užívá se proto při neurastenii. Vnitřně v nálevu působí jako diuretikum, diaforetikum, kardiotonikum, "pročišťuje krev" a snižuje dráždivost. Zevně jako emoliens a antiflogistikum. Je proto vhodným prostředkem při srdečních chorobách, návalech horka, horečnatých stavech, revmatických bolestech, ženských nervových potížích a při zánětu ledvin. Jako léčivka působí protizánětlivě při příznacích revmatismu a při nemocech z nachlazení. Olej z brutnáku se využívá ve výživě i v kosmetice. 

### Gastronomie
Brutnák je známý od středověku jako kuchyňská zelenina do zeleninových salátů. Lze jej podávat dušený na másle, přidává se do nakládaných okurek a zeleniny, majonézy, studených omáček. Jeho využití v kuchyni je rozmanité.

### Včelařství
Brutnák lékařský je vynikající nektarodárnou i pylodárnou bylinou. Jeho výhodou je dlouhá doba kvetení. Nektar je tvořený především sacharózou a vrchol jeho sběru včelami je kolem 13. hodiny. Nektarium květu brutnáku vyprodukuje za 24 hodin 2,6 mg nektar s cukernatostí 53 %. Cukerná hodnota, tedy množství cukru vyprodukovaného v květu za 24 hodin, je 1,4 mg. Druhové medy brutnáku jsou velmi vzácné a v Česku se nevyskytují.
Pyl brutnáku je velmi výživný a včely jej rouskují ve středně velkých, bílých až krémových rouskách.

## Galerie

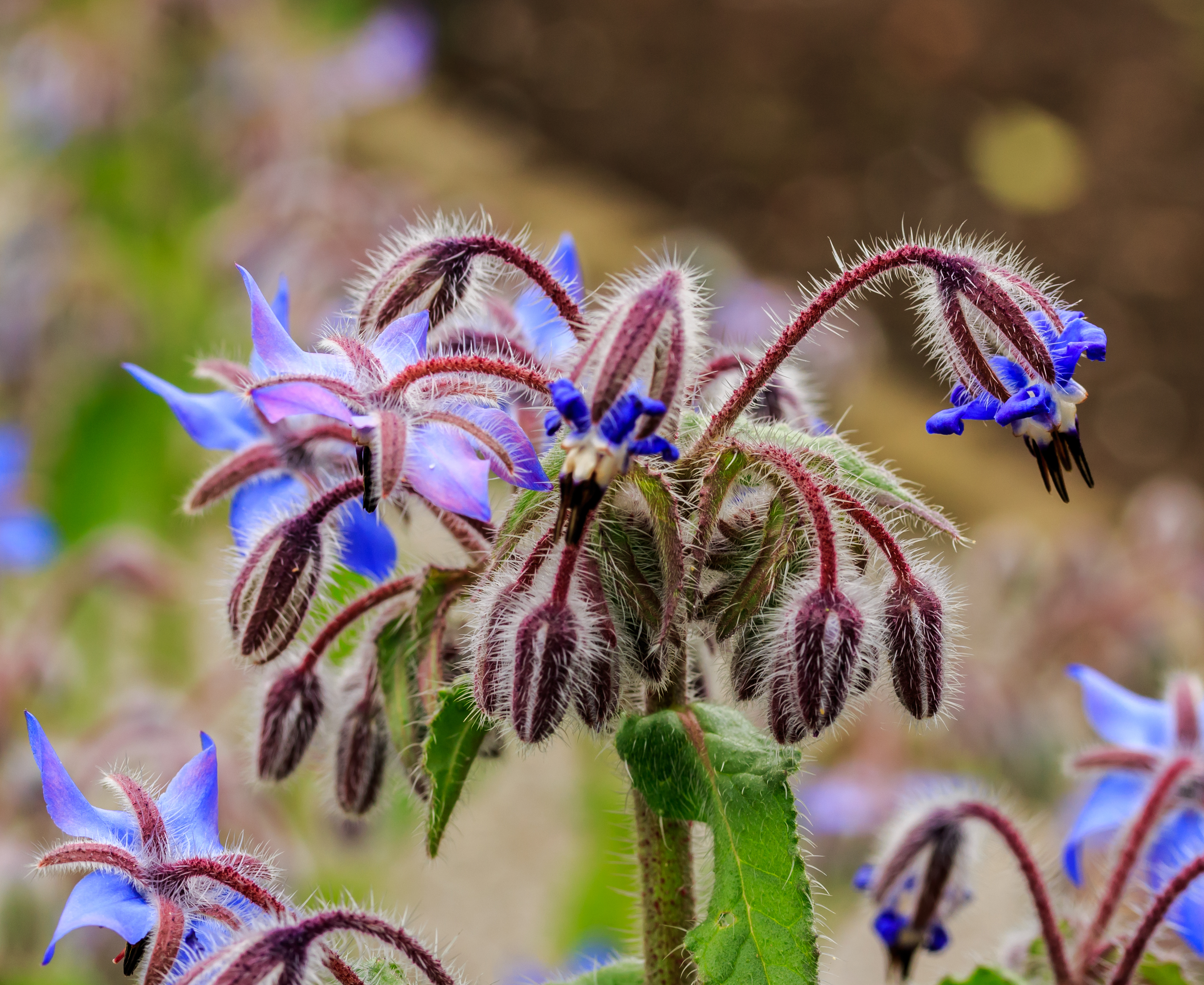
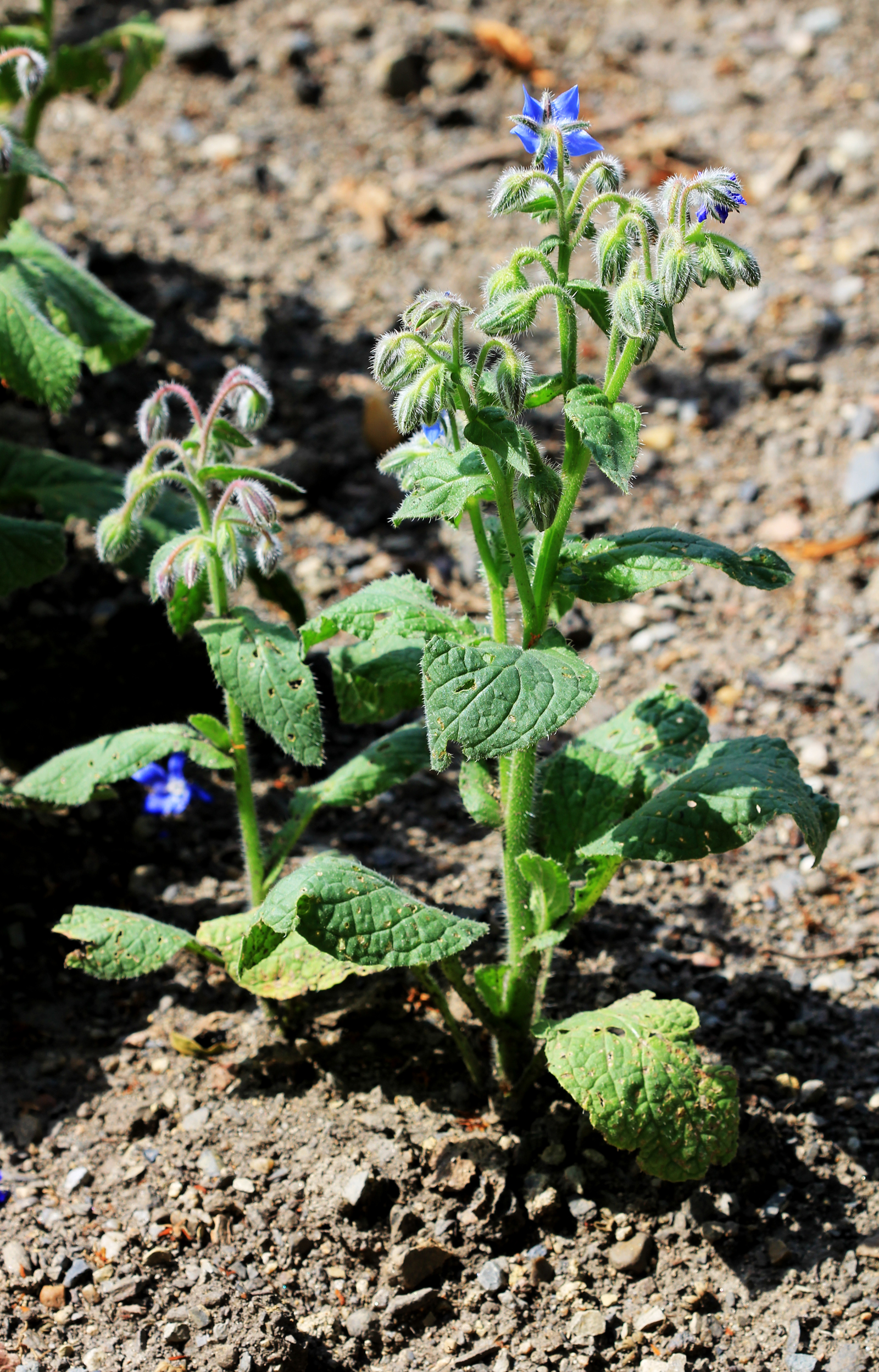
Kvetoucí brutnák lékařský
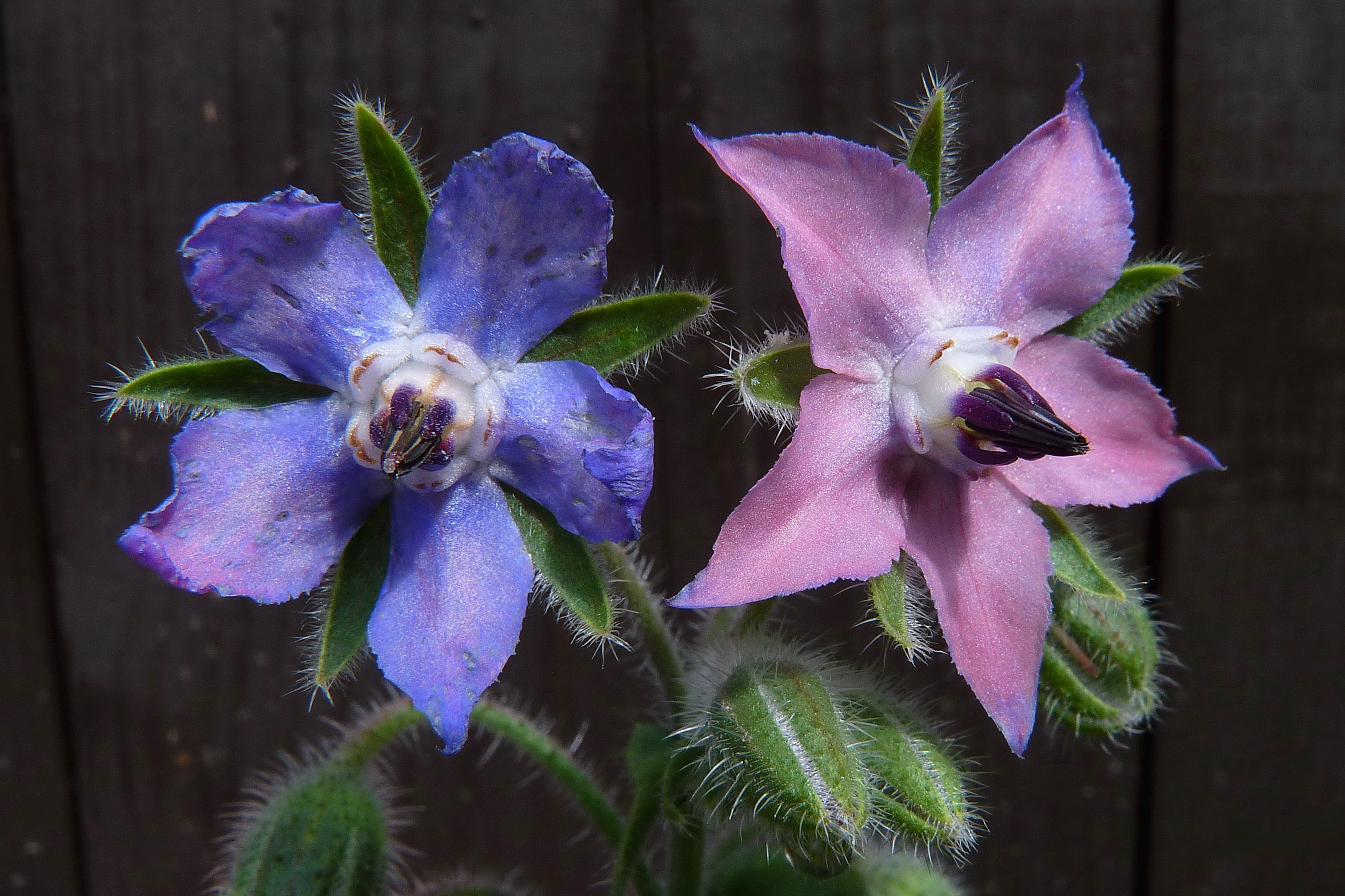
Detail květu brutnáku
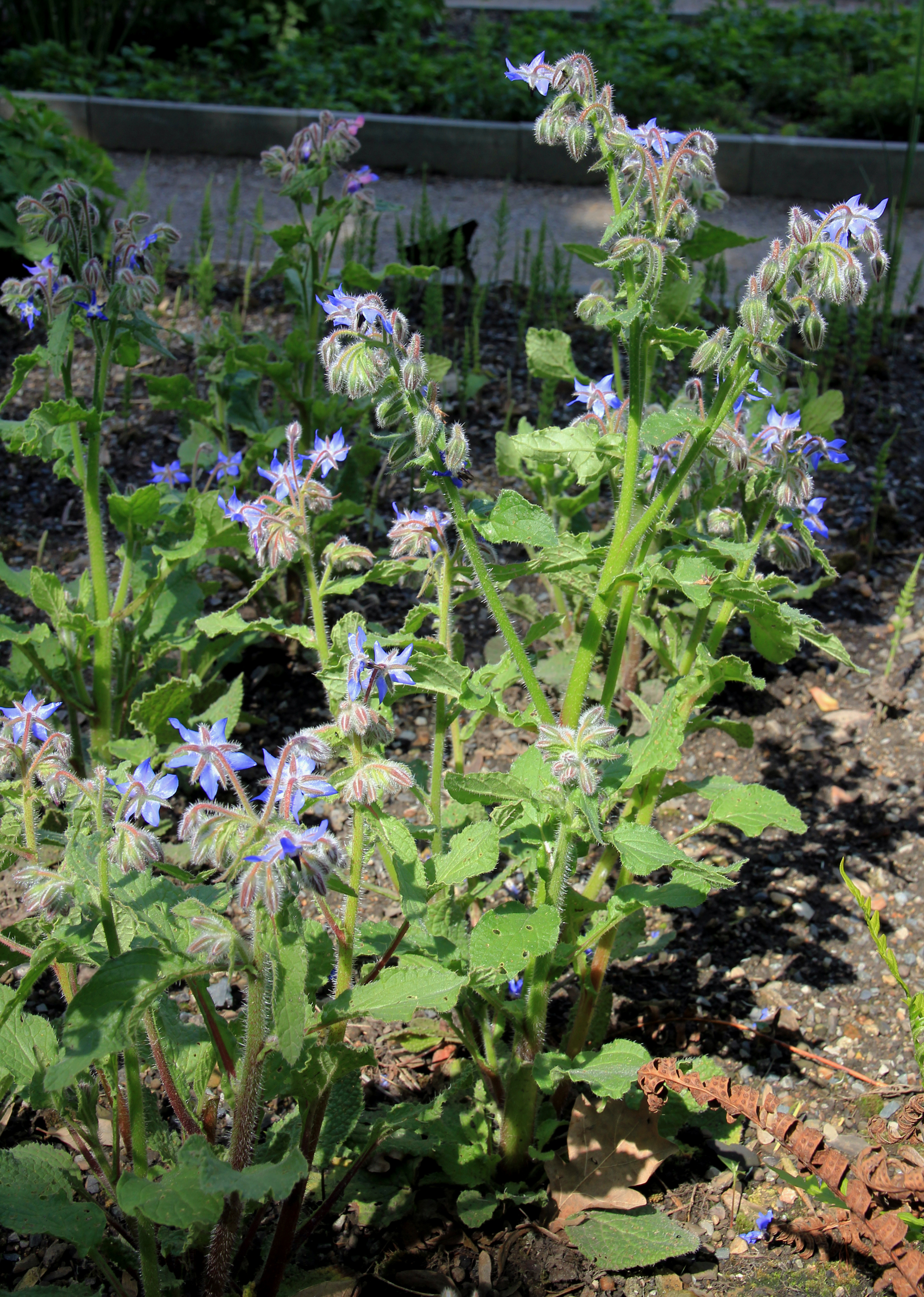
Rostlina
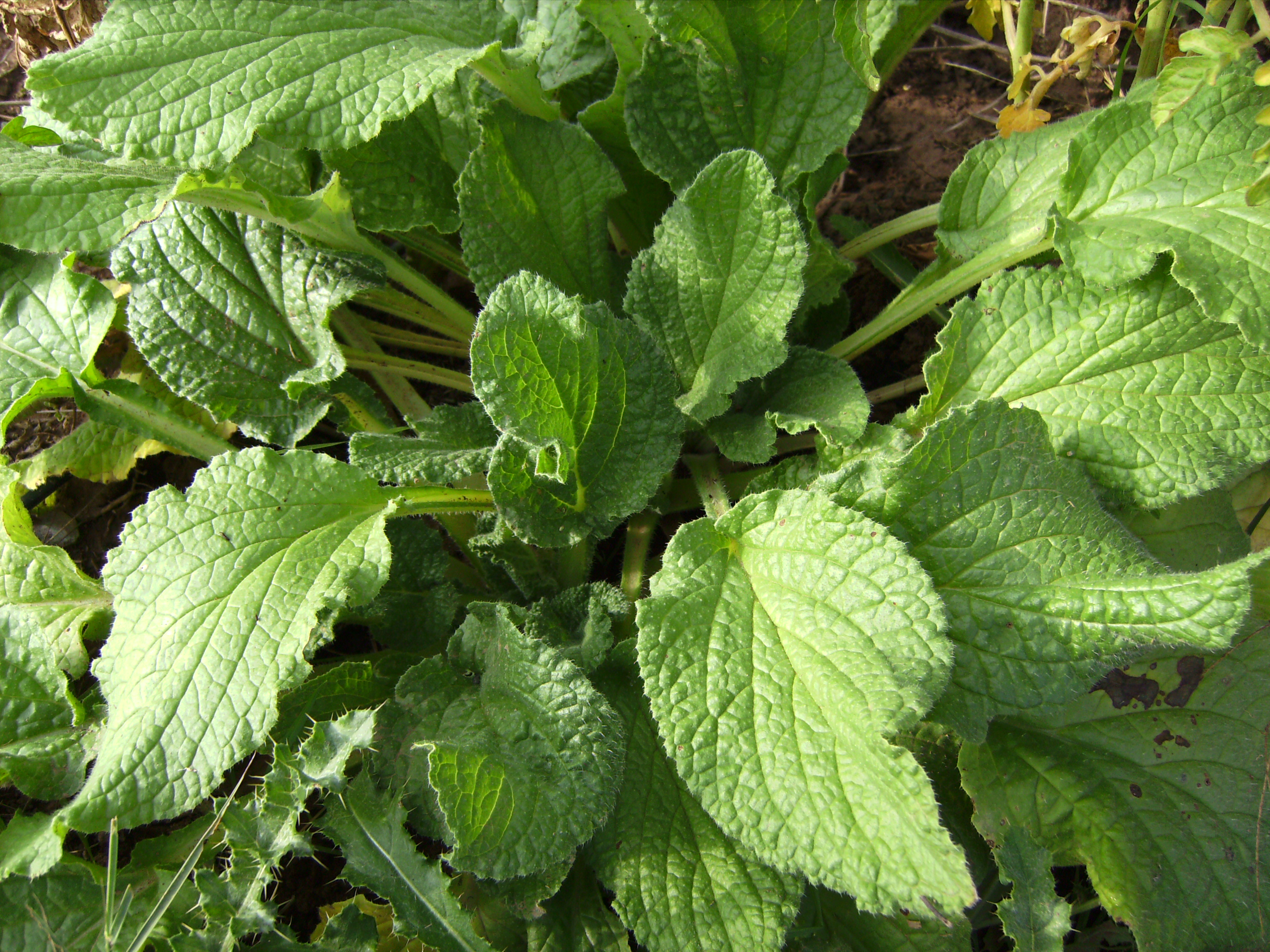
Listy brutnáku
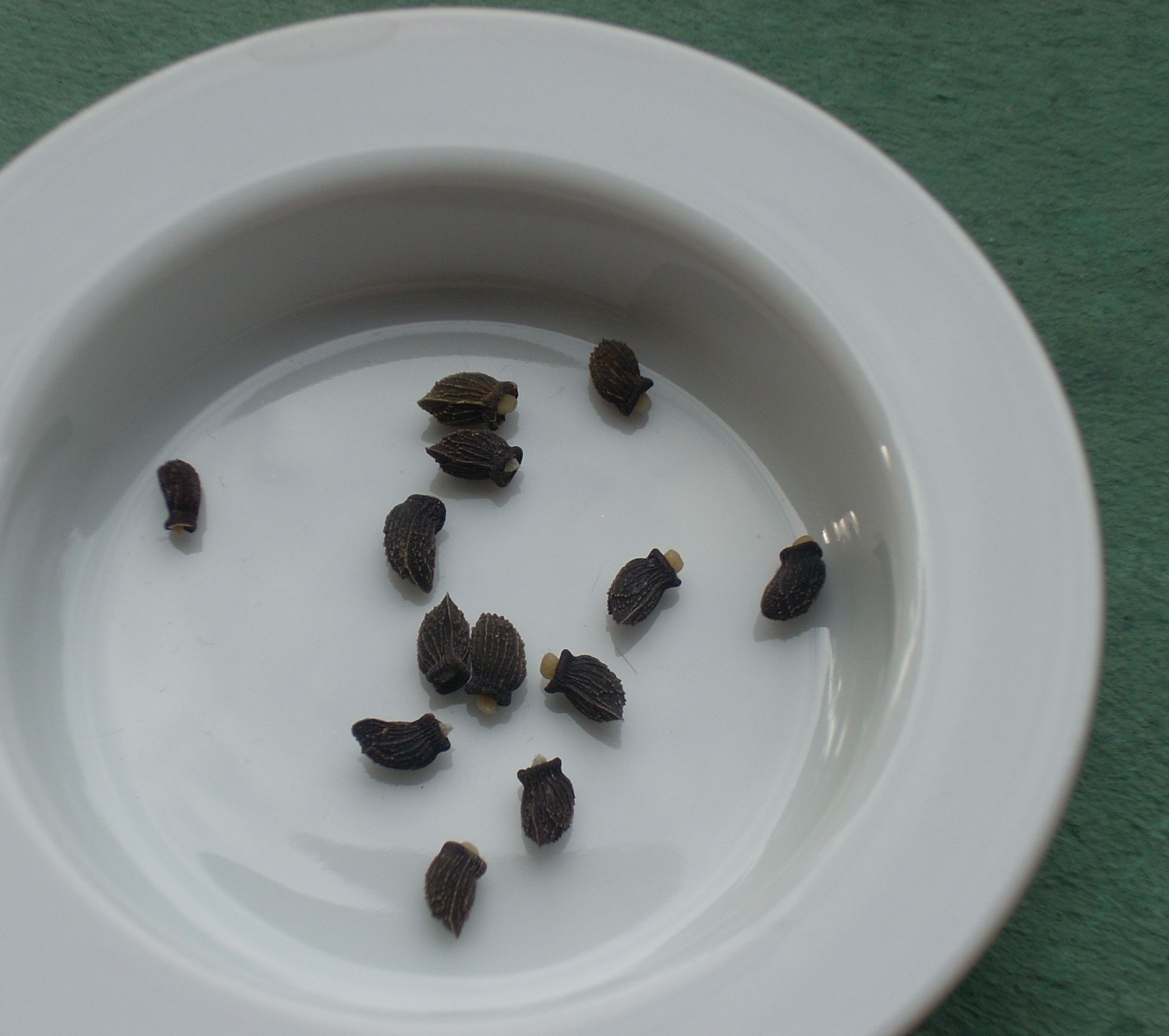
Semena brutnáku